# Lidové misie
Lidové misie jsou spolu s exerciciemi speciálním pastoračním prvkem v katolické církvi. V současné době jsou v České republice konány řádem Redemptoristů a kromě nich je provádí od roku 1997 také FATYM z Vranova nad Dyjí. Lidové misie konají také členové Misijní společnosti sv. Vincence de Paul, kteří působí v České republice od roku 2000 a mají své sídlo v Dobrušce a Lošticích. Misie trvají zpravidla devět dní, během kterých se konají různá kázání a pobožnosti. Tyto misie se opakují jednou za 10-15 let. Cílem misií je obrácení k víře a přijetí a dodržování morálních zásad z toho vyplývajících, oživení života farností a prohloubení víry farníků. Misie by měli vést minimálně dva řeholní kněží a neměly by být jednodenní záležitostí. Doporučené je, aby se rok po skončení misií konala šestidenní obnova misií, která by měla utvrdit to, co se podařilo během lidových misií "zasít".

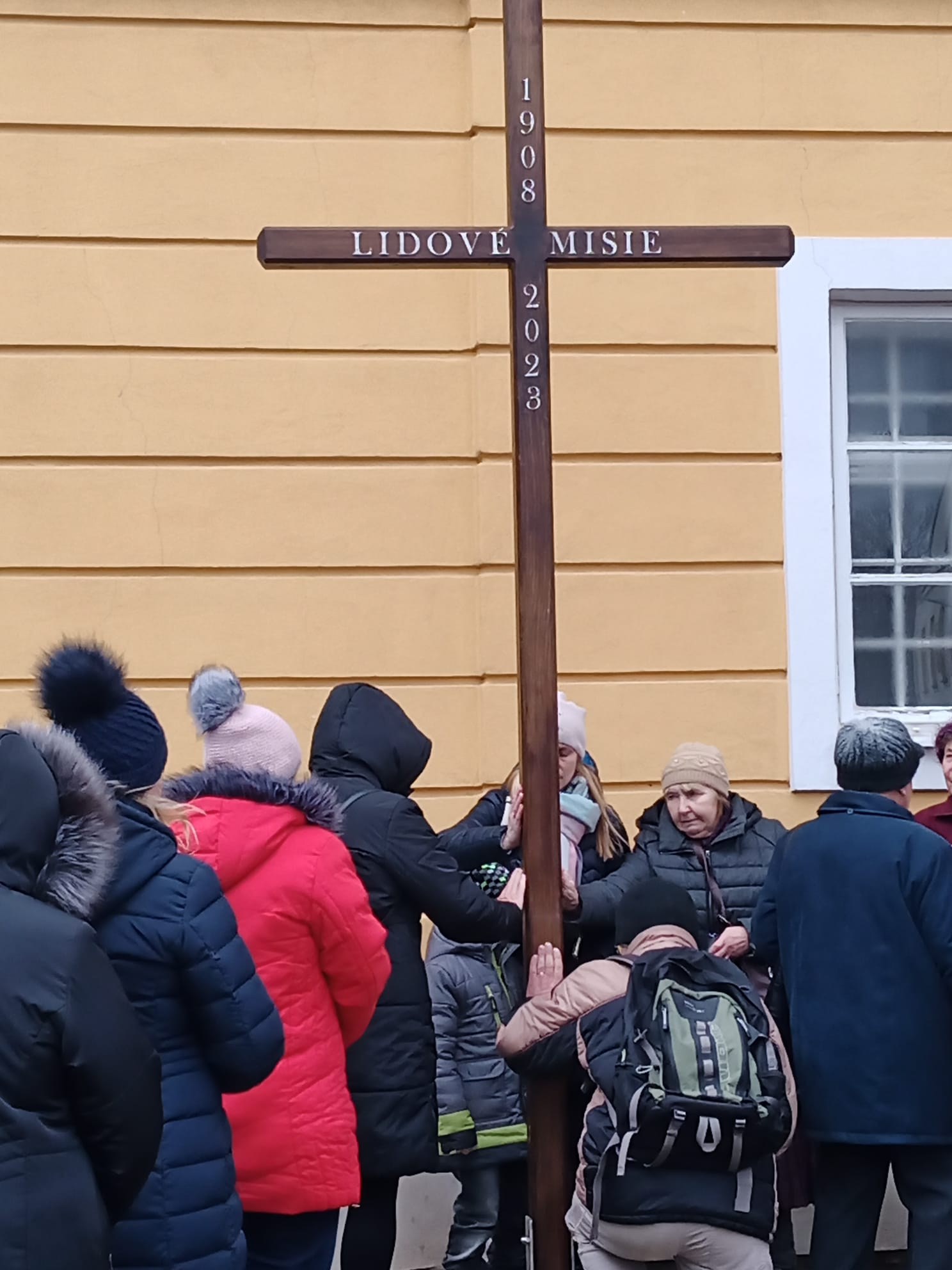
Misijní kříž připomínající Lidové misie v letech 1908 a 2023 před farou v Rouchovanech.

V Čechách a na Moravě mají své kořeny lidové misie v 17. století.[zdroj?]
a konaly se až do zakázání veškerých řádů za komunistické diktatury v dubnu 1950 během Akce K. Redemptoristé své misie obnovili v roce 2002 v nové komunitě v Králíkách, odtud se později jejich komunita přesunula do Tasovic.

Lidové misie jsou v současné době doporučené Kodexem kanonického práva, který v kánonu 770 říká následující:
Podle předpisů diecézního biskupa uspořádají faráři v určitých dobách kázání, zvaná duchovní cvičení a svaté misie, nebo jiné formy kázání, přizpůsobené potřebám doby.
Kodex kanonického práva
Podle dostupných informací se v roce 2012 konalo pod patronátem české provincie redemptoristů 28 lidových misií, z nichž nemalá část se uskutečnila v obci Tasovice. na Znojemsku.